# La Jarne

La Jarne este o comună în departamentul Charente-Maritime, Franța. În 1 ianuarie 2022 avea o populație de 2.591 de locuitori.